# WILD PITCH!!!
『WILD PITCH!!!』（ワイルド ピッチ）は、中原裕による日本の漫画。『ビッグコミックスピリッツ』（小学館）にて、2016年4・5合併号から2019年52号まで連載された。

## あらすじ
夏の高校野球・埼玉県予選決勝戦で主人公の左腕エース・城戸拓馬率いる青流高校は、「東の大怪獣」の異名を持つプロ注目の強打者・猪俣力擁する嵐参学園高校と対戦する。拓馬は猪俣を無安打に抑え、9回二死まで1点のリードを守るものの、猪俣の次の打者に走者一掃の適時打を打たれて逆転され、幼なじみの女子野球部員・水谷陽の悲願だった甲子園出場を逃してしまう。
決勝戦で敗れはしたものの、青流高校の試合に日本プロ野球リーグ『東京スパローズ』のベテランスカウト・佐井が度々視察に訪れていたことから拓馬は、猪俣だけでなく自分もプロに行けるのではと考え、プロ志望届を提出する。
しかし、ドラフト会議当日に青流高校からスパローズに指名されたのは拓馬ではなく、控え右腕投手の内山正人であった。拓馬はどの球団からも指名されず自暴自棄を起こすが、親友・安部の説得によって再び野球への情熱を取り戻す。高校卒業後、猪俣と正人はプロ球界へ進み、拓馬はBPリーグ（日本の独立リーグ）の『レディバグズ』に入団し、いつか猪俣達と同じ舞台に立つためにプロ野球入団を目指して白球を追うのだった。

## 登場人物
城戸 拓馬（きど たくま）
本作の主人公で、青流高校の左腕エース投手。愛称は「拓」。高校時代の背番号は1。負けん気の強い俺様気質のピッチャーで、持ち球はカーブとMAX140キロのストレート。県予選決勝で敗れたものの、県大会や甲子園で高打率を残した猪俣を唯一無安打に抑えた。高校時代は野球に情熱を傾ける一方で、親友の安部と共にフォークデュオ・「たくあん」を結成し、路上ライブを行なっていた。プロ野球リーグ「東京スパローズ」のスカウトの佐井が青流高校に日参する姿を見て、自分を見に来てくれているものと思い、プロ志望届を提出するがドラフト会議で指名されず一時は自暴自棄になる。しかし再び野球への情熱を取り戻し、高校卒業後に群馬県をホームにする「レディバグズ」という独立リーグのチームに入団する（レディバグズでの背番号は29）。入団1年目は、ブルペンでビュンビュン飛ばして投げることが首脳陣へのアピールになると勘違いし、何も考えず自分が投げていて気持ちが良い球ばかり投げていたために痛打を食らうことが多かったが、投手兼任コーチの加山から自分の動きや試合の動きを常にイメージしてブルペンで投げるようにアドバイスを受けたことで、投球の幅が広がり、状況を考えて冷静に投げることができるようになった。独立リーグでの2年目が終わってから岩渕と珠美から、球界再編により新球団が4チーム増えるために若手選手のトライアウトが東京グランデの二軍球場で行われることを教わり、そのトライアウトで急遽特別参加した猪俣を空振り三振に仕留めたことが、新球団「むさしワイルドキャッツ（後のむさしストレイキャッツ）」の監督兼選手・北山の目に留まり、ストレイキャッツに育成選手として入団した。背番号は育成選手時代は001、支配下選手になってからは45。
水谷 陽（みずたに あきら）
青流高校野球部の女子部員兼マネージャー。拓馬とは幼馴染みで、子供のころは拓馬や猪俣と同じ少年野球チームに所属していた。そのころから拓馬と一緒に甲子園に出場するのが夢だったため、女子野球部のある高校に入ればレギュラー間違いなしの実力があるにも関わらず、選手としての道を断ち、マネージャーとして拓馬達と甲子園を目指す道を選んだ。決勝戦が終わってからは、胸に秘めていた女子プロ野球選手への夢を掴むために母校のグラウンドでノックを受けたり、正人にバッティングピッチャーを頼んで打撃練習を積み、入団テストに臨むも不合格となる。高校卒業後は大学に進学し、女子野球部に入って選手としてプレーし、それぞれ違うステージで野球を続けている拓馬や正人を陰ながら応援している。
内山 正人（うちやま まさと）
青流高校野球部の二番手右腕投手。高校時代の背番号は10。長身から投げ下ろすMAX148キロのストレートを武器としているが、メンタル面が弱くコントロールに難があり、投げてみないと分からないところがあると評されていた。しかし野球に対する真面目で熱心な姿勢と、自分の欠点であるコントロールを改善しようと（拓馬の考案した練習法で）投球練習に励む様子を東京スパローズのスカウト・佐井が高く評価し、ドラフト会議でスパローズから7位指名され、入団する。スパローズでの背番号は52。プロ2年目に敗戦処理ながらも中継ぎで一軍初登板を果たし、初奪三振も記録するなど着実に力をつけている。拓馬とは仲違いしているわけではないが、高校卒業以来お互いに連絡を取り合っていなかった。3位以上のチームが進出できるプラチナシリーズに出るために3位を争っていたストレイキャッツとの一戦（シーズン最終戦）で中継ぎ登板し、友部に逆転2ラン本塁打を打たれたが、後半戦から先発・中継ぎ・抑えとフル回転してきた勤続疲労から右肩が上がらなくなり降板。検査の結果「右肩腱板損傷」と診断され、手術を受けて無事成功したが、復帰がいつになるかの目処が立たず、所属先のスパローズからは育成選手への降格を言い渡された。病院で静養中に急遽北山が訪れ、支配下選手としてのストレイキャッツ移籍の話を打診され、熟考した結果ストレイキャッツに移籍し、高校時代ぶりに拓馬と再びチームメイトになった（ストレイキャッツでの背番号は46）。
猪俣 力（いのまた つとむ）
嵐参学園高校野球部の一塁手で四番打者。高校時代の背番号は3。右投げ左打ち。「東の大怪獣」の異名を持つプロ注目の強打者で、県大会でも甲子園でも高打率を残し大活躍するが、県大会決勝で対戦した青流高校の拓馬にだけ無安打に封じ込められた。ドラフト会議では6球団が競合し、クジ引きの結果「東京グランデ」に入団する（グランデでの背番号は8）。プロ2年目にしてすでに一軍で四番打者として活躍し、打率は3割超え、本塁打は二桁を記録している。拓馬からは「イノブタ（またはイノブタドン）」と呼ばれているが、プロに入ってからは「イノッシー」という愛称で呼ばれている。陽に（一方的に）惚れている節があり、陽たち女子大生と若本の合コンをすっぱ抜いた週刊誌を拓馬の居る選手寮に持参し、「これは一体どういうことだ」と詰め寄ったことがある。
青流高校野球部監督
青流高校の野球部の監督を務める眼鏡をかけた小柄で小太りの男性。作中で名前は出てきていない。気が小さく采配面でもやや優柔不断な面があり、県大会決勝の9回表で（この試合170球以上投げている）拓馬が満塁のピンチを作った際に、正人との交代のタイミングを迷ったり、ピンチの場面に「もう見ていられないよ…」と言ってベンチ裏に隠れるなどしていた。
安部（あんべ）
青流高校に通う拓馬と同学年の男子生徒。下の名前は作中には出てきていない。拓馬とは親友であり、二人でフォークデュオ「たくあん」を結成し、路上ライブ活動や学園祭でのライブ出演を行っている。
映子（えいこ）
青流高校に通うロングヘアの女子生徒で、拓馬や安部たちの後輩。苗字は作中には出てきていない。フォークデュオ「たくあん」のライブで拓馬達を知る。ドラフト会議で拓馬が指名されるかもしれないと噂されてから拓馬と一時期付き合っていたが、拓馬が散々周りを煽っておきながら指名漏れの憂き目に遭ったため、「今、先輩（拓馬）と付き合っているとイタい女だと思われる」という理由で拓馬から離れていった。

### 独立リーグ関連の人物
加山 弘（かやま ひろし）
拓馬と同じレディバグズに所属する右腕投手で、投手コーチも兼任している。背番号は28。顔に髭をたくわえ、大きな体格をしている。既婚者で、妻の多恵と娘の未久の三人で暮らしている。チームでは、ベテランだが抑えるべき場面はしっかり抑えるピッチングをするエースとしての役割を担っている。独立リーグ1年目に結果が振るわずもがいていた拓馬にアドバイスを授けた人物でもある。妻からは「弘くん」と呼ばれており、そのことを拓馬に度々いじられている。教員免許を持っているため、シーズンオフは学習塾で働いている。
布施（ふせ）
レディバグズに所属する元プロ野球選手で、右投げ左打ちの外野手（左翼手）。背番号は17で、打順は主に三番を任されている。打つ方ではチャンスで打点を挙げるなどしているが、守備の面で、平凡な外野フライを落球するなどやや穴が見られる。現役選手だが喫煙者である。独立リーグで結果を残してプロに返り咲くことしか頭にないため、試合や練習以外でのイベント参加には否定的である。イエローバーズに優勝をさらわれた試合で最後の打者として見逃し三振に倒れ、選手としての潮時を感じたためプロ復帰を諦め、その年のオフにレディバグズを退団し社会人の企業チームへと移った。
比留間 和紀（ひるま かずき）
独立リーグの「イエローバーズ」に所属する右投げ左打ちの外野手（右翼手）。イエローバーズでの背番号は9で、打順は主に三番を任されている。拓馬とは同学年で、高校は福島県の新光学園高校に野球特待生として入学したが、野球部員は坊主頭にしなければいけないという規則に従うのが嫌でわずか4ヶ月で退部し、野球から離れた生活を送っていたが、高校3年生の夏に実家で埼玉県大会決勝の青流高校vs嵐参学園高校戦をテレビ観戦していたら、拓馬が満塁のピンチで猪俣をカーブで空振り三振に抑えた場面を目の当たりにし、強く影響を受けた。大学進学後、その拓馬が独立リーグでプレーしていることを知り、自分のようなアウトローな人間でも独立リーグは受け皿になってくれて、拓馬と対戦することも可能なることから自分なりに体を仕上げて独立リーグの入団テストに臨み、合格。独立リーグで拓馬を倒してプロ野球に進むことを目標にしていた。独立リーグで拓馬のいるレディバグズとの優勝争いを制した年のオフ、新球団「むさしストレイキャッツ」にドラフト7位で指名され念願のプロ入りを果たし、同時にライバルだった拓馬とチームメイトになった（ストレイキャッツでの背番号は53）。新光学園高校時代に佐井が初めて比留間を見た時には内野手だったと証言していることから内野手経験があることに北山が目をつけ、正遊撃手だった友部が不振によりスタメン落ちした際には一時的に遊撃手を守った時期もあり、遊撃手としてもなかなか良い動きを見せたが、友部が三塁手にコンバート後に調子を取り戻してからは再び外野手に戻った。

### 日本プロ野球リーグ関連の人物
佐井（さい）
日本プロ野球リーグ「東京スパローズ」のベテランスカウト。白髪で口髭をたくわえ、眼鏡をかけており、帽子をかぶっている。かねてから正人の長身から投げ下ろす力のあるストレートに魅力を感じ、野球に取り組む真面目な姿勢からプロの水にも順応できると判断し、他球団のスカウトの目が正人に向かないようにわざと猪俣や拓馬を持ち上げるコメントをし、正人の指名に成功する。その一方で、スパローズから指名されると信じていた拓馬を欺き、傷つけることになってしまった。スパローズのスカウトを歴任後は岩渕らと共にJPBL（日本プロ野球リーグ）新球団創設準備委員会の一員として新球団の若手選手のスカウトに尽力した。
岩渕 幸之助（いわぶち こうのすけ）
JPBL新球団創設準備委員会に出向という形で、同委員会の関東支部主任として佐井と共に若手選手のスカウトをしており、拓馬と比留間が対戦した試合も佐井や珠美と観戦していた。見た目は細身の体型で、眼鏡をかけている。愛称は「ブッチ」。新球団誕生後はドラフト会議でストレイキャッツに拓馬と共に育成選手の捕手として入団し、同じく育成選手として入団した哲夫と同時期に支配下選手に登録された。右投げ右打ちで、背番号は育成選手時代は002、支配下選手になってからは62。
江田 珠美（えだ たまみ）
スカウト時代の岩渕のサポートをしていた女性で、ストレイキャッツ誕生後はストレイキャッツの広報を務めている。拓馬には「たま」と呼ばれている。
北山 省吾（きたやま しょうご）
新球団「むさしストレイキャッツ」の初代監督（選手兼任）であり、現役のベテラン投手。背番号は20。愛称は「北さん」。前所属先の「東北アルバトロス」を自由契約になった後、現役続行を条件にストレイキャッツの監督に就任し、拓馬を初めとする若手選手のスカウトにも関与した。選手兼任監督1年目が終了後、解説者だった池ヶ谷に次期監督をしてもらうよう口説き落とし、2年目からは選手一本に専念した。また、拓馬の独立リーグ時代の恩人・加山が野球を始めるきっかけとなった憧れの人でもある。
小太刀 哲夫（こだち てつお）
拓馬・岩渕と同時期に育成選手としてストレイキャッツに入団した左腕投手。愛称は「哲」。「同期入団・左腕投手・育成選手出身」と拓馬との共通点が多いことから拓馬とはお互いライバル関係にあり頻繁に対立し合い、拓馬のことを「タクソ」と呼んで罵っている（拓馬は哲夫を「コテツ」と呼んでいる）。拓馬よりも早く、岩渕と同時期に支配下選手に登録された。背番号は育成選手時代は003、支配下選手になってからは61。
和柄（わがら）
ストレイキャッツのクローザーを務める強面の右腕投手。背番号は13。不振により二軍落ちしていた時期に、自身の投球の持ち球でもある「ガラ球」の極意を教えてもらおうと拓馬がしつこく付いて回ったため、その熱意にほだされ、極意を伝授した。愛称は「ガラ（さん）」。
友部 勇二（ともべ ゆうじ）
若手選手への若返りを理由に前所属先を自由契約となり、ストレイキャッツに入団したベテラン内野手で、口元にヒゲをたくわえている。右投げ右打ち、背番号は1。打順は五番を打っていたが、比留間が一番に変わってからは三番を打つようになった。短気で毒舌な一面がある。前所属先やストレイキャッツでは正遊撃手だったが、追いつけそうな打球を無理して追わなくなったり、打席で中途半端なスイングで凡退するなどの覇気の無さが次第に目立つようになったため、チームの士気を下げかねないことから、北山がスタメン落ちを決断し、友部の代役として外野手の比留間を遊撃手のレギュラーに抜擢したことに腹を立て、試合中に帰宅する暴挙に出たために二軍落ちのペナルティを受ける。二軍落ちしていた時期に、二軍球場で調整に来ていた拓馬から「オレ、友部さんのフルスイング好きですよ」と言われたり、同じく調整に来ていた北山からも説得されたことで往時のギラギラした気持ちを取り戻し、正三塁手として一軍に復帰した。また、チームメイトにあだ名を付けることが多い（拓馬→小僧、久保→チビタンク、渡→少年、など）。池ヶ谷の監督就任後、打撃コーチ兼任を依頼されて受諾する。
池ヶ谷 征司（いけがや せいじ）
毒舌で有名なベテランの野球解説者。愛称は「イケセー（さん）」。北山の監督1年目が終了後、北山からストレイキャッツの次期監督就任を懇願され、渋々ながら就任する。ストレイキャッツ監督時の背番号は71。
遠藤 アルトゥーベ（えんどう アルトゥーベ）
ストレイキャッツの正二塁手で、主に一番打者を務める（比留間が一番を打つようになってからは二番打者となった）。背番号は2。右投げ両打ちで、愛称は「アートゥー」。
オリバー・ハーンズ
ストレイキャッツの外国人選手で左翼手や一塁手を務める四番打者。左投げ左打ちで、背番号は41。
若本 公彦（わかもと きみひこ）
東京スパローズの若手内野手（二塁手）で、甘いマスクとその実力から女性ファンが多く、グラドルや女子アナ達と数々の浮き名を流してきた。右投げ右打ちで、背番号は24。打順は主に三番を打つ。女子大生との合コンで陽と出会い、陽にしばしば本気ともとれるアプローチをかける。それに嫉妬した拓馬が変装して若本の居る練習場に突然現れ勝負を挑むもバックスクリーンに本塁打を打って返り討ちにし、「叩き潰し甲斐のあるピッチャーになれ」とハッパをかける。その後、ガラ球を習得した拓馬に三振に打ち取られ、拓馬の成長を認めた。
久保 一久（くぼ かずひさ）
新球団誕生時の若手選手のトライアウトに参加し、拓馬とバッテリーを組んでいた専門学校生の捕手。右投げ右打ち。愛称は「久保やん」。その年のドラフト指名は叶わなかったが、専門学校卒業後に社会人チーム「本山技研」に入社し、翌年のドラフト会議で育成選手としてストレイキャッツに入団。小柄な体格ながらパンチ力のある打撃が持ち味であり、プロ初打席でいきなり初本塁打を放った。シーズンに入り、正捕手だった岩渕が死球による手の骨折で離脱したことにより、支配下選手に昇格した（支配下選手になってからの背番号は44）。先述のトライアウトで猪俣を空振り三振に取った際にも露呈したように、ワンバウンドの球の捕球に難があり後ろに逸らすことが多いという欠点があり、投手に落ちる球をなかなか要求できなかったが、久保に一人前の捕手に成長してほしい思いからケガで離脱中の岩渕がワンバウンド捕球の特訓に連日付き合い、欠点を克服していった。
中津川 渡（なかつがわ わたる）
久保と同時期にストレイキャッツに2位指名されて入団した15歳の長身右腕投手。背番号は15。「背が高い→ジャンボ」という発想から、拓馬に「ジャンボリー」というあだ名を付けられる。初めのうちはピッチングについて深く考えておらず、捕手の構えた所にただ投げるだけの気持ちのこもっていない投球をしていたが、捕手の岩渕から「ちゃんと気持ちを入れて、意味を持って投げないとダメだ」と指摘された。岩渕の離脱後バッテリーを組んだ久保とのコンビではなかなか勝ちに結びつかず久保に対して苛ついていたが、友部から「テメエが勝てないのは全部チビタンク（久保）のせいか？チビタンクを信頼するってのは（バックを守る）オレらを信頼するってことだぜ」と一喝されたことで、捕手の久保と自分の球を信じた投球を心掛け、投球内容が良くなっていった。
藤山 竜次（ふじやま りゅうじ）
ストレイキャッツと同一リーグに所属する「近畿レパーズ」のクローザー（抑え）を務める右腕投手。背番号は22。真っ直ぐだと分かっていても空振りが取れる「火の玉ストレート」を得意球としている。北山を介して自主トレに帯同した拓馬に、自身の投球術のヒントを授ける。
椛沢（かばさわ）
レパーズの監督で元捕手。現役時代は北山と同じチームでバッテリーを組んでいたが、全く反りが合わなかった。

## 書誌情報
- 中原裕 『WILD PITCH!!!』 小学館〈ビッグコミックス〉、全16巻
  1. 2016年4月28日発売[2]、ISBN 978-4-09-187593-8
  2. 2016年7月29日発売[3]、ISBN 978-4-09-187710-9
  3. 2016年10月28日発売[4]、ISBN 978-4-09-187896-0
  4. 2017年1月30日発売[5]、ISBN 978-4-09-189336-9
  5. 2017年4月28日発売[6]、ISBN 978-4-09-189486-1
  6. 2017年7月28日発売[7]、ISBN 978-4-09-189400-7
  7. 2017年10月30日発売[8]、ISBN 978-4-09-189723-7
  8. 2018年1月30日発売[9]、ISBN 978-4-09-189782-4
  9. 2018年4月27日発売[10]、ISBN 978-4-09-189860-9
  10. 2018年7月30日発売[11]、ISBN 978-4-09-860045-8
  11. 2018年10月30日発売[12]、ISBN 978-4-09-860117-2
  12. 2019年1月30日発売[13]、ISBN 978-4-09-860206-3
  13. 2019年4月26日発売[14]、ISBN 978-4-09-860299-5
  14. 2019年7月30日発売[15]、ISBN 978-4-09-860363-3
  15. 2019年10月30日発売[16]、ISBN 978-4-09-860443-2
  16. 2020年1月30日発売[17]、ISBN 978-4-09-860525-5